# Marcela Munzarová
Marcela Munzarová (* 4. října 1969) je česká podnikatelka v oboru nanotechnologií a spoludržitelka řady patentů a užitných vzorů. Získala přezdívku Czech Nano Lady.

## Pracovní kariéra
Vystudovala Technickou univerzitu v Liberci, kde se zaměřila na technologii tkaní a kompozitní materiály. Když po roce 1989 český textilní průmysl ztratil konkurenceschopnost, dopadlo to i na firmu, v níž pracovala v oblasti obchodu a marketingu. Hledala perspektivnější obor a od roku 2005 se věnuje nanotechnologiím (nanovlákna a nanostruktury z nich jsou specifickou formou netkaných textilií). Patřila k průkopníkům převedení nanotechnologií z laboratoří do praxe. Firma Nanovia, v níž působila jako ředitelka strategického rozvoje, jako první v Evropě spustila linky na výrobu nanovláken v průmyslovém měřítku. Na vývoji materiálů a produktů s nanovlákny spolupracuje s nadnárodními firmami a je členkou expertní skupiny nanotechnologických odborníků.
V roce 2016 byla u zrodu firmy Nano Medical, která se zaměřuje na medicínské využití nanotechnologií. Pro její založení potřebovala investora, jímž se stal Zbyněk Slavík, hlavní akcionář podniku Triola. Marcela Munzarová je spolumajitelkou a výkonnou ředitelkou firmy. V době pandemie covidu se firma zaměřila na výrobu nanoroušek (s filtrační účinností 99,9 % virů a bakterií) a odložila původně plánovanou výrobu náplastí, které napomáhají lepšímu hojení ran. Pro obojí se používá materiál AntiMicrobe Web R, jehož je Munzarová autorem.

## Ocenění
- V roce 2020 vyhrála soutěž Žena roku v kategorii nad 40 let. [4]
- Za náplast na rány z nanovláken získala v roce 2021 2. místo v národním kole Mezinárodní ceny inovací v kategorii malé a střední podniky.